# Rio Canavieiras
Le rio Canavieiras est un cours d'eau de l'État du Paraná, au Brésil. Il est un affluent de rive droite du rio Cubatãozinho (en).